# 옐렉트로우글리

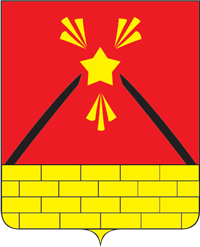
시 문장

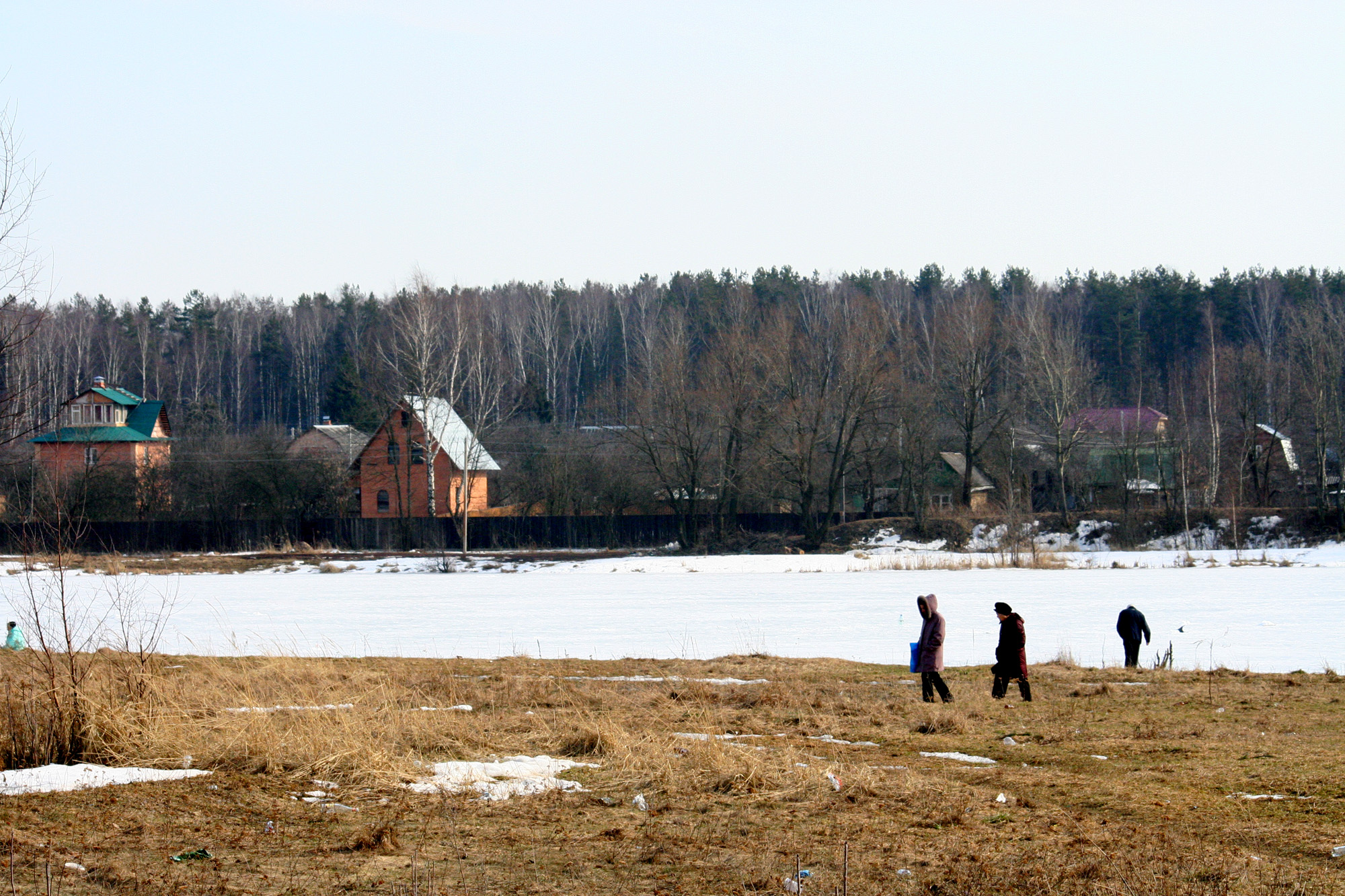
옐렉트로우글리의 호수

옐렉트로우글리(러시아어: Электроу́гли)는 러시아 모스크바주 중부에 위치한 도시로, 인구는 16,717명(2002년 기준)이다. 모스크바(러시아의 수도이며 모스크바 주의 주도이기도 함)에서 동쪽으로 36km 정도 떨어진 곳에 위치한다. 1899년 건설되었으며 1956년 시로 승격되었다.